# Río Jatibonico del Norte
Río Jatibonico del Norte är ett vattendrag i Kuba. Det ligger i den centrala delen av landet, 400 km öster om huvudstaden Havanna.